# Helike (satelit)
Helike /he'li.ke/, cunoscut și sub numele de Jupiter XLV, este un satelit natural al lui Jupiter. A fost descoperit de o echipă de astronomi de la Universitatea din Hawaii condusă de Scott S. Sheppard în 2003 și a primit inițial denumirea temporară S/2003 J 6.
Helike are un diametru de aproximativ 4 kilometri și orbitează în jurul lui Jupiter la o distanță medie de 20,54 milioane de kilometri în 601,402 de zile, la o înclinație de 155° față de ecliptică (156° față de ecuatorul lui Jupiter), într-o direcție retrogradă și cu o excentricitate de 0,1375. Viteza orbitală medie este de 2,48 km/s.
Acesta a fost numit în martie 2005 după Helike, una dintre nimfele care l-au hrănit pe Zeus (Jupiter) în copilăria sa pe Creta.
Helike aparține grupului Ananke.